# Aeroporto di Dakar-Léopold Sedar Senghor
L'Aeroporto di Dakar-Léopold Sedar Senghor (IATA: DKR, ICAO: GOOY) è un aeroporto senegalese situato vicino all'abitato di Yoff, nel dipartimento di Dakar, ed è il principale aeroporto del Senegal.

## Storia
L'aeroporto è costruito in prossimità del villaggio di Yoff, ed è stato per molto tempo chiamato aeroporto internazionale di Dakar-Yoff, attualmente è intitolato a Léopold Sédar Senghor, già Presidente del Senegal.
Per decongestionare questo aeroporto è stato costruito un nuovo aeroporto, a circa 40 chilometri a sud-est da Dakar: l'aeroporto di Dakar-Blaise Diagne, a Diass.
Nel corso degli ultimi dieci anni hanno visto una costante crescita media del 7% annuo. 35.000 movimenti di aeromobili sono registrati nel corso dell'anno, con un traffico di passeggeri di 1,2 milioni di persone.
È il primo aeroporto dell'UEMOA per traffico passeggeri e l'ottavo aeroporto dell'Africa, preceduto da quello di Johannesburg e da quelli del Maghreb.